# 1968年メキシコシティーオリンピックのベネズエラ選手団
1968年メキシコシティーオリンピックのベネズエラ選手団（1968ねんメキシコシティーオリンピックのベネズエラせんしゅだん）は、1968年10月12日から10月27日にかけてメキシコの首都メキシコシティーで開催された1968年メキシコシティーオリンピックのベネズエラ選手団、およびその競技結果。

## 概要
今大会は金メダル1個を獲得した。
ボクシング男子ライトフライ級でフランシスコ・ロドリゲスが金メダルを獲得、ベネズエラにオリンピック初めての金メダルをもたらした。

## メダル
| メダル | 選手名                   | 競技       | 種目               |
| ------ | ------------------------ | ---------- | ------------------ |
| 金     | フランシスコ・ロドリゲス | ボクシング | 男子ライトフライ級 |